# Магнолия Делавея
Магнолия Делавея (лат. Magnolia delavayi) — вид цветковых растений, входящий в род Магнолия (Magnolia) семейства Магнолиевые (Magnoliaceae).

## Распространение и экология
В природе ареал вида охватывает юго-западный Китай (провинции Сычуань и Юньнань).
Произрастает в лесах и среди скальной растительности на высоте 1600—2300 м над уровнем моря.

## Ботаническое описание
Вечнозелёное дерево высотой 8—10 м, иногда растущее кустообразно. Побеги сизоватые, мелко опушённые.
Листья кожистые, яйцевидно-продолговатые или эллиптические, длиной 18—30 см, шириной 10—18 см, на вершине тупые или закруглённые, сверху голые, тускло-зелёные, снизу сизоватые, редко опушённые. Черешок длиной 3—8 см.
Цветки кремово-белые, ароматные, диаметром 15—20 см; околоцветник из 9—10 долей, из которых наружные продолговатые, длиной около 9 см, шириной 4 см, при раскрывании бутона отворачивающиеся наружу, внутренние — обратнояйцевидные, длиной около 8—11 см, шириной 3—5 см.
Плод — яйцевидно-удлинённая, сборная листовка длиной 12—14 см.

## Таксономия
Вид Магнолия Делавея входит в род Магнолия (Magnolia) подсемейства Магнолиевые (Magnolioideae) семейства Магнолиевые (Magnoliaceae) порядка Магнолиецветные (Magnoliales).
|  |                                      |  |                                                             |                                                             |                       |  | ещё 5 семейств (согласно Системе APG II) | ещё 5 семейств (согласно Системе APG II)               |                                                        |  |  |  | род Манглиетия | род Манглиетия       |  |  |
|  |                                      |  |                                                             |                                                             |                       |  | ещё 5 семейств (согласно Системе APG II) | ещё 5 семейств (согласно Системе APG II)               |                                                        |  |  |  | род Манглиетия | род Манглиетия       |  |  |
|  |                                      |  |                                                             | порядок Магнолиецветные                                     |                       |  |                                          |                                                        | подсемейство Магнолиевые                               |  |  |  |                | вид Магнолия Делавея |  |  |
|  |                                      |  |                                                             | порядок Магнолиецветные                                     |                       |  |                                          |                                                        | подсемейство Магнолиевые                               |  |  |  |                | вид Магнолия Делавея |  |  |
|  | отдел Цветковые, или Покрытосеменные |  |                                                             |                                                             | семейство Магнолиевые |  |                                          |                                                        | род Магнолия                                           |  |  |  |                |                      |  |  |
|  | отдел Цветковые, или Покрытосеменные |  |                                                             |                                                             |                       |  |                                          |                                                        |                                                        |  |  |  |                |                      |  |  |
|  |                                      |  | ещё 44 порядка цветковых растений (согласно Системе APG II) | ещё 44 порядка цветковых растений (согласно Системе APG II) |                       |  |                                          | подсемейство Liriodendroidae (согласно Системе APG II) | подсемейство Liriodendroidae (согласно Системе APG II) |  |  |  | ещё 239 видов  |                      |  |  |
|  |                                      |  |                                                             | ещё 44 порядка цветковых растений (согласно Системе APG II) |                       |  |                                          |                                                        | подсемейство Liriodendroidae (согласно Системе APG II) |  |  |  |                |                      |  |  |